# 大江季雄
大江 季雄（おおえ すえお、1914年（大正3年）8月2日 - 1941年（昭和16年）12月24日）は、日本の元陸上競技選手。元棒高跳日本記録保持者。1936年ベルリンオリンピック銅メダリスト。京都府舞鶴市出身。旧制舞鶴中学校（京都府立西舞鶴高等学校）、慶應義塾大学卒業。

## 来歴
1935年、第6回国際学生陸上（ブダペスト）で4m10をマークし準優勝した。1936年、4m34の日本新記録を樹立。同年、ベルリンオリンピックで4m25の記録で西田修平と2・3位を分け合い、帰国後にお互いのメダルを切断して「銀・銅2色の友情のメダル」を作成した美談は有名であり、西田は大江を銅メダルながら2位の表彰台に立たせたと言う。このエピソードは、道徳の副読本に掲載されたこともある。
1937年、2月の大会で4m35の日本記録を樹立しベルリンの勝者であるアール・メドウスを破って優勝した。1938年、慶應義塾大学を卒業して東洋編物に入社し、日本選手権で4m20を跳んで優勝している。
1939年、大江は陸軍に召集され、歩兵第20連隊第5中隊少尉に進んだ。1941年にフィリピン・ルソン島での戦闘で戦死。陸軍歩兵中尉に特進した。大江の遺品からメダルが見つかり、これをきっかけとして二人がメダルを分け合った事が一般に広く知られるきっかけとなった。

## 備考
- 大江の母校である西舞鶴高校には大江の銅像がある。
- 京都府舞鶴市立赤レンガ博物館には当時の棒が展示されている。
- 1942年の早慶陸上では、大江の死を悼んで両校の選手が大江の遺影を抱えて行進を行った。